# Adler Capelli
Adler Capelli (* 8. November 1973 in San Pietro in Casale) ist ein ehemaliger italienischer Bahnradsportler.
Capelli gehörte in den 1990er Jahren zum äußerst erfolgreichen italienischen Bahn-Vierer. Zweimal – 1996 und 1997 – wurde er mit diesem Vierer Weltmeister in der Mannschaftsverfolgung, 1996 in der Zusammensetzung Capelli, Andrea Collinelli, Cristiano Citton und Mauro Trentini, 1997 zusammen mit Collinelli, Citton und Mario Benetton. Bei den UCI-Bahn-Weltmeisterschaften 1998 belegte der italienische Vierer mit denselben Fahrern Rang drei.
Dreimal startete Capelli bei Olympischen Spielen: 1992 wurde er Fünfter im 1000-Meter-Zeitfahren, 1996 wurde er Vierter in der Mannschaftsverfolgung (mit Collinelli, Citton und Trentini) und 2000 belegte er Platz elf in der Mannschaftsverfolgung (zusammen mit Mario Benetton, Cristiano Citton und Marco Villa).

## Erfolge – Bahn
1998
- UCI-Bahn-Weltmeisterschaften 1998 – Mannschaftsverfolgung (mit Cristiano Citton, Andrea Collinelli und Mario Benetton)

1997
- Weltmeister – Mannschaftsverfolgung (mit Cristiano Citton, Andrea Collinelli und Mario Benetton)

1996
- Weltmeister – Mannschaftsverfolgung (mit Cristiano Citton, Andrea Collinelli und Mauro Trentini)